# Quận Jerusalem
Quận Jerusalem (tiếng Hebrew: מחוז ירושלים; tiếng Ả Rập: منطقة القدس) là một trong sáu quận hành chính của Israel. Thủ phủ của quận là Jerusalem. Quận Jerusalem có diện tích đất là 652 km². Dân số khoảng 910.300 người, trong đó 67,8% là người Do Thái và 30,6% là người Ả Rập. Một phần năm (21%) số người Ả Rập sống tại Israel cư trú tại quận Jerusalem, bao gồm cả Đông và Tây Jerusalem.
Phần lớn số người Ả Rập sinh sống tại quận Jerusalem là người Palestine, đủ tư cách công dân theo luật Israel, song không phải là công dân theo lựa chọn tập thể. Thiểu số là người Ả Rập Israel cư trú tại Abu Ghosh, Beit Safafa và Đông Jerusalem, nơi những chuyên gia người Ả Rập Israel đã định cư từ cuối thập niên 1970, chủ yếu là để cung cấp dịch vụ pháp lý và các dịch vụ khác cho người dân bản địa. Cư dân phi Do Thái bao gồm: 28,3% người Hồi giáo, 1,8% Kitô hữu và 1,4% không phân loại.

## Hành chính
| Thành phố                  | Hội đồng địa phương                           | Hội đồng khu vực |
| -------------------------- | --------------------------------------------- | ---------------- |
| - Jerusalem - Beit Shemesh | - Abu Ghosh - Mevaseret Zion - Kiryat Ye'arim | - Mateh Yehuda   |

Đô thị Jerusalem, bao gồm Đông Jerusalem và các khu vực hợp nhất khác ở Bờ Tây, có diện tích 125 km², tức khoảng 19% diện tích quận Jerusalem vào năm 2008.